# James Brown Clay

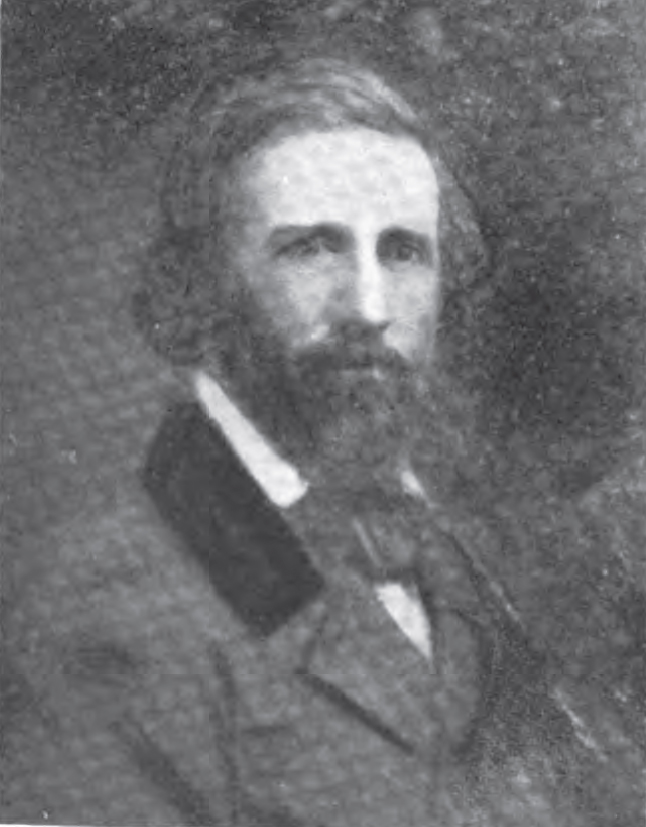
James Brown Clay

James Brown Clay (* 9. November 1817 in Washington, D.C.; † 26. Januar 1864 in Montreal, Kanada) war ein US-amerikanischer Politiker. Zwischen 1857 und 1859 vertrat er den Bundesstaat Kentucky im US-Repräsentantenhaus.

## Werdegang
James Clay war ein Sohn von US-Senator Henry Clay. Nach der Grundschule besuchte er die Transylvania University in Lexington und danach das Kenyon College in Gambier (Ohio). Zwischen 1832 und 1834 war er in Boston als Buchhalter tätig. Nach einem anschließenden Jurastudium an der Lexington Law School und seiner Zulassung als Rechtsanwalt begann er in Lexington zusammen mit seinem Vater in diesem Beruf zu arbeiten.
Wie sein Vater war James Clay Mitglied der Whig Party. In den Jahren 1849 und 1850 war er als Nachfolger von George Washington Hopkins amerikanischer Gesandter in Portugal. Nach seiner Rückkehr betätigte er sich von 1851 bis 1852 als Farmer in Missouri, ehe er nach Lexington zurückkehrte. Nach der Auflösung der Whigs schloss sich Clay den Demokraten an. Bei den Kongresswahlen des Jahres 1856 wurde er im achten Wahlbezirk von Kentucky in das US-Repräsentantenhaus in Washington gewählt, wo er am 4. März 1857 die Nachfolge von Alexander Keith Marshall antrat. Da er im Jahr 1858 eine erneute Kandidatur ablehnte, konnte er bis zum 3. März 1859 nur eine Legislaturperiode im Kongress absolvieren. Diese war von den Diskussionen im Vorfeld des Bürgerkrieges geprägt.
Nach seiner Zeit im US-Repräsentantenhaus lehnte Clay ein Angebot von Präsident James Buchanan ab, der ihn auf eine diplomatische Mission nach Deutschland schicken wollte. Im Frühjahr 1861 gehörte er einer Verhandlungskommission an, die in der Bundeshauptstadt Washington erfolglos den Bürgerkrieg zu verhindern suchte. Als der Krieg dann ausbrach, unterstützte Clay die Konföderation. Er wurde mit der Aufstellung eines Regiments beauftragt. Aufgrund seines inzwischen schlechten Gesundheitszustandes nach einer Tuberkuloseerkrankung kam es aber nicht mehr dazu. Clay ging zur Erholung nach Montreal, wo er im Januar 1864 verstarb. Er war seit 1843 mit Susan Maria Jacob verheiratet, mit der er zehn Kinder hatte.